# Dana Ulery
Dana Ulery (1938) is een Amerikaanse informaticus en pionier in de toepassingen van computationele wetenschap. Ze startte haar professionele carrière in 1961 als eerste vrouwelijke werktuigkundige in het Jet Propulsion Laboratory van de NASA in Pasadena (Californié, Verenigde Staten). Ze ontwierp en ontwikkelde daar algoritmes voor modellen van NASA's Deep Space Network. Verder automatiseerde ze realtime volgsystemen voor de ruimtemissies van het Ranger- en Mariner-programma's met behulp van de ''North American Aviation Recomp II'', een 40-bits computer.
In de loop van haar carrière heeft Ulery verschillende posities gehad als onderzoeker van toegepaste wetenschappen en technologie en als manager in de industrie, wetenschap en regering. In 2007 ging ze met pensioen na haar functie als hoofd-wetenschapper van het directoraat "Computational and Information Sciences" van het Army Research Laboratory (ARL).
Ulery was een van de eerste vrouwelijke managers in het "Army Research Laboratory". Ze werd ook aangesteld als voorzitter van de US Army Materiel Command Knowledge Management Council.
In 1959 behaalde Ulery bachelor Engelse literatuur en wiskunde aan Grinnell College. Ze studeerde af (1972) en promoveerde (1975) in computerwetenschap aan de Universiteit van Delaware. In 1976 verbleef ze enige tijd aan de Universiteit van Cairo en aan de Amerikaanse Universiteit in Cairo. Na haar terugkeer in de Verenigde Staten ging ze aan de slag als computerwetenschapper en technisch manager bij de Engineering Services Division van DuPont.
Aan het begin van de jaren tachtig leidde Ulery initiatieven om enterprise application systems te ontwikkelen en te implementern om zo de productkwaliteit bij DuPont te evalueren en controleren. Ulery speelde ook een actieve rol in het vaststellen van EDI-standaarden, de internationale standaard om elektronisch technische informatie uit te wisselen dat gebruikt werd door bedrijven en de Amerikaanse regering.
In de jaren negentig was Ulery langere tijd de Pan-Amerikaanse afgevaardigde voor de United Nations Electronic Data Interchange for Administration, Commerce and Transport (UN/EDIFACT).

## Publicaties
- Ulery, Dana L (1972). Lineal a language-oriented system for solving problems in linear algebra. (M.S.). Universiteir van Delaware.
- Ulery, Dana L (1976). Computer science's reincarnation of finite differences (Ph.D.). Universiteit van Delaware.